# Скофтеруд, Вибеке
Вибеке Скофтеруд (норв. Vibeke Westbye Skofterud; 20 апреля 1980, Ашим — 28 июля 2018, Арендал) — норвежская лыжница, олимпийская чемпионка, двукратная чемпионка мира. Все свои медали завоевала в составе эстафеты.

## Карьера
На чемпионате мира по бегу на роликовых лыжах 2000 года выиграла пять золотых и одну серебряную медаль.
В Кубке мира Вибеке Скофтеруд дебютировала в 2000 году, в декабре 2001 года одержала свою первую победу на этапе Кубка мира в составе эстафеты. Всего имела 12 побед на этапах Кубка мира, все в эстафете. В личных соревнованиях побед в Кубке мира не имела, но семь раз поднималась на подиум.
Принимала участие в Олимпиаде-2002 в Солт-Лейк-Сити, показала там следующие результаты: спринт — 21 место, масс-старт 15 км — 28 место, дуатлон 5+5 км — 28 место, 30 км классика — 8 место.
На Олимпиаде-2010 в Ванкувере стала олимпийской чемпионкой в эстафете, в индивидуальных гонках показала следующие результаты: 10 км коньком — 22 место, дуатлон 7,5+7,5 км — сошла.
На чемпионатах мира за свою карьеру завоевала две золотые, одну серебряную и одну бронзовую медаль, все в эстафете. Всего принимала участие в пяти чемпионатах мира.
28 июля 2018 года погибла на юге Норвегии в результате аварии гидроцикла на воде.

## Личная жизнь
Скофтеруд страдала расстройством приёма пищи, что, по её словам, заставило её пропустить ряд стартов. С 2008 года проживала с постоянной подругой, хотя до этого состояла в гетеросексуальных отношениях.